# Germany Calling
Germany Calling byl nacistický propagandistický rozhlasový program vysílaný během druhé světové války.
Rozhlasový program byl určen veřejnosti ve Velké Británii a později i ve Spojených státech amerických. S jeho vysíláním se začalo 18. září 1939 z hamburského vysílače, tedy nedlouho poté, co Velká Británie vyhlásila Německu válku. Nikoliv jediným, ale nejčastějším a nejznámějším hlasatelem programu byl britský nacista William Joyce. V cílových zemích se vysílání stávalo terčem vtipů a vysloužilo si posměšné označení Lord Haw-Haw